# Падіння (телесеріал)
Падіння (англ. The Fall) — британсько-ірландський кримінальний телесеріал Аллана К'юбітта, спродюсований Artists Studio. Прем'єрний показ відбувся 13 травня 2013 року на телеканалах RTÉ One та BBC Two в Ірландії та Британії. Головні ролі виконали Джилліан Андерсон і Джеймі Дорнан.
Прем'єра серіалу відбулася в Республіці Ірландія та Північній Ірландії на RTÉ One 12 травня 2013, а в решті Сполученого Королівства на BBC Two 13 травня 2013 року, а потім на ZDFneo. Другий сезон почався в Республіці Ірландія 9 листопада та у Великій Британії 13 листопада 2014 року. Прем’єра третього сезону відбулася на RTÉ One 25 вересня та на BBC Two 29 вересня 2016 року.

## Сюжет
Детектива-наглядача Стеллу Гібсон, старшого слідчого, відряджають до Поліцейської служби Північної Ірландії (PSNI), щоб оцінити стан розслідування вбивства, яке триває вже понад 28 днів. З'ясовується, що серійний вбивця розгулює на волі, і місцеві детективи повинні працювати разом зі Стеллою, щоб знайти і заарештувати Пола Спектора, який полює на молодих жінок-професіоналів у Белфасті. Минає час, і команда Стелли невтомно працює над створенням справи, але стикається з проблемами як всередині, так і поза межами PSNI. 

## Розробка
К'юбітт сказав, що спочатку він досліджував інше шоу, яке планував написати, і прочитав книгу про серійного вбивцю BTK («Зв’язати, катувати, убити») Денніса Рейдера. К'юбітт знайшов структуру книги інтригуючою, яка почалася з огляду нападу BTK Killer, який став можливим завдяки свідченням Рейдера, його документальним доказам і розлогими судово-медичним доказам, зібраним на місці злочину. К’юбітт створив структуру, за якою вбивцю ідентифікують одразу, усуваючи в багатьох історіях аспект «хто один». Тоді фокус може стати на мотивах вбивств і на розумінні, яке можна отримати про психологію вбивці, навіть перед обличчям того, кого можна вважати нормальною, працездатною людиною з роботою, дружиною та дітьми. Кабітт сказав, що це була відправна точка, яка його зацікавила: як ця нібито нормальна особа буде потім пов'язана зі злочинами.

### Перший сезон
як3 лютого 2012 року телеканал BBC Two замовив серіал «Падіння» із п’яти серій. Серіал був написаний Алланом К'юбіттом і створений для BBC Two Artists Studio та BBC Northern Ireland за фінансової підтримки Northern Ireland Screen та Європейського фонду регіонального розвитку. Габ Ніл і Джуліан Стівенс виступили продюсерами, а К'юбітт, Джастін Томсон-Гловер, Патрік Ірвін і Стівен Райт виступили як виконавчі продюсери. Режисером першого сезону став Якоб Вербрюгген. К’юбітт спочатку запропонував Джилліан Андерсон, а потім Джеймі Дорнана. Прем'єра серіалу відбулася в Ірландії на RTÉ One 12 травня 2013 року, у Великобританії на BBC Two 13 травня 2013 року та ZDFneo 14 травня 2013 року.

### Другий сезон
27 травня 2013 року BBC Two продовжив показ на другий сезон. 21 жовтня 2013 року було оголошено, що Якоб Вербрюгген не повернеться до режисури другого сезону «Падіння». Замість цього К'юбітт буде режисером, а виробництво має розпочатися в лютому 2014 року. Зірка серіалу Джилліан Андерсон стала виконавчим продюсером другого сезону серіалу. Виробництво другого сезону завершилося в червні 2014 року. Другий сезон розпочався в Республіці Ірландія та Північній Ірландії в неділю, 9 листопада, на RTÉ One та у Великій Британії на BBC Two 13 листопада 2014 року.

### Третій сезон
У березні 2015 року було оголошено, що ВВС замовив третій сезон «Падіння». К'юбітт заявив, що цей серіал був задуманий «в надії на подальше вивчення персонажів і тим, що лежить в основі драми». К'юбітт заявив, що він уже передбачив, чим закінчиться третій сезон серіалу. Керол Мурхед змінила Джуліана Стівенса на посаді другого продюсера третього сезону. Зйомки проходили в Белфасті з грудня 2015 року по квітень 2016 року. Третій сезон отримав ексклюзивний показ на Единбурзькому міжнародному телевізійному фестивалі 25 серпня 2016 року. Прем'єра відбулася в Ірландії в неділю, 25 вересня на RTÉ One, а у Великій Британії — у четвер, 29 вересня 2016 року на BBC Two.

## Кастинг

### Перший сезон
Оголошення про кастинг почалися в лютому 2012 року, коли Джилліан Андерсон першою взяла участь у серіалі на роль суперінтенданта Стелли Гібсон. Наступним, хто приєднався до серіалу, був північноірландський актор Джеймі Дорнан у ролі серійного вбивці Пола Спектора. Сеайн Бреннан, Арчі Панджабі, Емметт Сканлан і Карен Хассан були наступними: Бреннан зіграла Ліз Тайлер, Панджабі — Ріда Сміта, Скенлан — DC Глена Мартіна, а Хассан — Енні Броулі. Пізніше було оголошено, що Ніам Макгреді, Брона Во та Джон Лінч приєдналися до серіалу.

### Другий сезон
У 2014 році було оголошено, що Колін Морган і Брона Таґгарт приєдналися до акторського складу в головних ролях Тома Андерсона та Гейл Макнеллі відповідно. Пізніше Джонджо О'Ніл приєднався до основного акторського складу, тоді як Клер Рафферті була обрана на повторну роль. Ієн МакЕлхінні покинув серіал у першій серії, а виконавиця головної ролі Арчі Панджабі пішла після передостаннього епізоду серіалу.

### Третій сезон
Андерсон, Дорнан, Лінч, Во, Франсіозі, Кейн, О'Ніл і Морган повернулися як постійні учасники третього сезону разом із новими акторами Ейслінг Бі, Річардом Койлом, Баррі Вордом, Річардом Клементсом, Рут Бредлі, Женев'євою О'Райлі., Ейдан МакАрдл, Деніз Гоф, Мартін МакКенн, Конор МакНіл і Крістер Генрікссон. Колишні головні актори Найам Макгрейді, Стюарт Грем і Брона Таґгарт повернулися в якості гостей.

## У ролях
- Стелла Гібсон (Джилліан Андерсон) —  старший офіцер столичної поліції, головний суперінтендант. Її наймає PSNI для 28-денного розслідування вбивства, яке швидко переростає в полювання на серійного вбивцю.
- Пол Спектор (Джеймі Дорнан) — серійний вбивця та психолог з Белфаста. Він одружений з медсестрою Саллі-Енн і має міцну дружбу з Кеті Бенедетто. Після зустрічі з Джеймсом Тайлером Спектора заарештовують, він співпрацює з офіцерами, але його застрелили на місці злочину. Виживши, Спектор стверджує, що втратив шість років пам'яті.
- Джим Бернс (Джон Лінч) — помічник головного констебля. Був роман зі Стеллою. Попри те, що він одружений, почуття до неї досі не охолонули. У фіналі серіалу йде у відставку.
- Кейті Бенедетто (Ешлінг Франчозі) — 15-річна школярка, працює нянею. У другому сезоні зближується із Полом.
- Саллі-Енн Спектор (Бронан Вон) — медсестра та дружина Пола Спектора. Глибоко йому віддана, хоч трохи побоюється його характеру. Вона мати двох дітей, яка не знає про темний бік чоловіка. Після підозри у зраді Пола з Кейті вони розлучаються, але пізніше миряться і втікають до Шотландії. Після повернення у другому сезоні виявляється, що вона вагітна, але у неї трапляється викидень. Після її арешту за допомогу злочинцеві вона намагається вбити своїх дітей.
- Деніель Феррінгтон (Ніам Макгрейді) — поліцейський констебль. Після зв'язку з Сарою Кей, Гібсон вербує її до роботи у справі «Музиканта». Вона досвідчений дослідник і є безцінним членом команди. Вона відкрито говорить про свою гомосексуальність. Розвиває як професійний, і романтичний зв'язок зі Стеллой. Пізніше вона повертається до патруля, вважаючи, що вона може покращити ситуацію на вулиці. Саме в цій якості вона бере участь у перестрілці зі Спектором.
- Меттью Іствуд (Стюарт Грехем) — старший детектив та давній офіцер PSNI. Його основне завдання — розслідувати скарги про корупцію в PSNI. Крім того, що він є слідчим з питань корупції, він також навчається кримінальним розслідуванням. У другому сезоні стає заступником Стелли.
- Гейл Макнеллі (Брона Таггарт) — детектив, призначений для провадження справи про «Музиканта». Напарниця Мартіна.
- Роуз Стегг (Валін Кейн) — жінка, яка мала сексуальні стосунки з Полом, перебуваючи в університеті. Однієї ночі він намагався її задушити. Коли «Белфастский душитель» привертає увагу громадськості, Стегг розповідає про його схожість своїй близькій подрузі Рід Сміт. Була викрадена Полом і трималася в полоні.
- Глен Мартін (Еммет Джей Скенлен) — здібний детектив, який несерйозно ставиться до своєї роботи. Він безцінний член команди Гібсон. Працює з Гейлом і всіляко її захищає.
- Професор Рід Сміт (Арчі Панджабі) — шановна медична працівниця та старший патологоанатом, призначена на справу «Музиканта». Розвиває професійний та романтичний зв'язок зі Стеллою.
- Рік Тернер (Річард Клементс) — детектив-констебль.
- Том Андерсон (Колін Морган) — детектив, якого Стелла запросила вступити до її команди.
- Енні Броулі (Карен Хассан) — жертва нападу Спектора, внаслідок якого загинув її брат.
- Том Стегг (Джонджо О'Ніл) — чоловік Роуз та близький друг професора Рід Сміт. Він не знає про стосунки своєї дружини та Пола. Батько двох дітей.
- Нед Келлан (Нік Лі) — журналіст, який виявляє інтерес до розслідування Гібсон.
- Джеймс «Джеймі» Тайлер (Браян Мілліган) — гангстер, син якого помер у дитинстві від менінгіту. Тайлер входить до складу банди, яка відповідає за смерть Джеймса Олсена. Полював на Пола через передбачувану зраду дружини. Був убитий офіцерами.
- Ліз Тайлер (Шейнін Бреннан) — скорботна мати, яку консультував Спектор після смерті маленького сина. Вони розвивають тісний зв'язок, у результаті Пол сильно ризикує, коли намагається її захистити. Почуваючись непривабливою, вона бреше про сексуальний зв'язок з Полом, внаслідок чого її чоловік починає нею полювання.
- Джеймс Олсен (Бен Піл) — молодий сержант, який мав сексуальний зв'язок із Гібсоном. Було застрелено невідомими членами банди. До своєї смерті був одружений і мав одну дитину. Пізніше був пов'язаний із корупційним скандалом PSNI. Після його смерті Стелла починає бачити його уві сні, маючи на увазі, що його вбивство мало на неї величезний психологічний вплив. У третьому сезоні зазначається, що його вбивство залишається нерозкритим.
- Морган Монро (Іен Макелхінні) — голова наглядової ради PSNI. Монро має великий контроль над поліцейськими силами й, зокрема, Джиммі Бернсом. Він свекор однієї з жертв Спектора, хоча спочатку він вважав, що його син відповідальний за вбивство. Він пов'язаний із корупційним скандалом PSNI, який Стелла розкриває під час свого розслідування.
- Шон Хілі (Ейдан Макардл) — адвокат Спектора.
- Уоллес (Рут Бредлі) — адвокат Спектора. Спочатку демонструє сильну підтримку у бажанні Хілі звільнити Спектора, але пізніше змінює свою думку після нападу на Гібсон. Вона також розуміє, що через бажання надходити правильно вона неспроможна захищати злочинця.
- Роб Брідлов (Майкл Макелхаттон) — детектив, напарник сержанта Джеймса Олсена. Після зустрічі зі Стеллою вчиняє самогубство. Його смерть знаменує собою початок прагнення Гібсона розкрити корупцію в PSNI.
- Гарретт Брінк (Френк Маккаскер) — старший детектив-інспектор, ветеран. Він спеціалізований фахівець, але більше переймається політикою поліцейської діяльності, ніж самою поліцейською діяльністю.
- Кіра Шерідан (Ейслінг Беа) — медсестра інтенсивної терапії, яка працює у лікарні Белфасту. Під час третього сезону вона відповідає за лікування Спектора, де розвивають зв'язок. Після звільнення Пола з лікарні їхнє спілкування припиняється.
- Патрік Спенсер (Беррі Уорд) – лікар інтенсивної терапії.
- Август Ларсон (Крістер Хенрікссон) — психолог, залишений PSNI, щоб перевірити компетенцію Спектора. Протягом усього свого часу зі Спектором Ларсон також розвиває сильну дружбу з Гібсон, вивчаючи її психологію за допомогою різних телефонних дзвінків і процедурних зустрічей.
- Сара Кей (Лора Доннеллі) — молодий адвокат. Після її вбивства, Феррінгтон звинувачує у цьому себе, проте саме її смерть дозволяє Стеллі пов'язувати попередні злочини разом та встановити злочинця.
- Джо О'Доннелл (Річард Койл) — лікар швидкої допомоги, який відповідає за безпосереднє лікування та контроль над Спектором. Має п'ятьох дітей віком від семи місяців до дванадцяти років.
- Елісон Уолден (Деніз Гоф) — консультант-нейропсихолог, який працює зі Спектором.
- Пітер Дженсен (Шон Макгінлі) був священиком, поки не був визнаний винним у зґвалтуванні численних молодих хлопчиків з хору. Він намагається спокутувати свою провину перед Богом, хоч у нього це погано виходить. Під час розслідування Бернс та Гібсон дізналися, що Пол Спектор був членом його конгрегації. У другому сезоні Дженсен стверджує, що він не чіплявся до Полу. Але пізніше стає відомо, що Пол був «улюбленцем» Дженсена, який зазнавав щоденного насильства протягом року.
- Джоан Кінкед (Женев'єв О'Райлі) — старший детектив-інспектор, призначений для перевірки Спектора.
- Девід Алварез (Мартін Макканн) — друг дитинства Спектора.

Кабітт шукав натхнення у компаній-виробників гітар, коли називав деяких своїх героїв; і Стелла, і Гібсон — марки гітари, як і Бенедетто, Броулі, Брідлав, Бернс, Іствуд, Гаґстром, Джеймс Олсон, Джеймс Тайлер, Кей, Мартін, Music Man, Пол Рід Сміт, Рік Тернер, Спектор, Стагг, Террі Макінтурф і Том Андерсон.

## Сезони
| Сезон | Епізоди | Епізоди | Оригінальний показ | Оригінальний показ |
| Сезон | Епізоди | Епізоди | Перший показ       | Останній показ     |
| ----- | ------- | ------- | ------------------ | ------------------ |
| 1     | 5       | 5       | 12 травня 2013     | 9 червня 2013      |
| 2     | 6       | 6       | 9 листопада 2014   | 13 грудня 2014     |
| 3     | 6       | 6       | 25 вересня 2016    | 28 жовтня 2016     |

## Українське озвучення
Перші два сезони серіалу озвучив телеканал Enter-фільм.